# 丸々もとお
丸々 もとお（まるまる もとお、1965年8月31日 - ）は、夜景評論家、夜景プロデューサー、夜景コンサルタント、照明コンサルタント。
本名は丸田 基雄（まるた もとお）。日本夜景遺産事務局長。夜景鑑賞士検定事務局長。（社）LED光源普及開発機構理事。元ぴあ、ダイヤモンド社、KKベストセラーズ、リクルートの編集者・記者。元リクナビ副編集長。2002年から、父の経営する有限会社マルタアドバタイジング所属。血液型AB型。
自称世界初の夜景評論家であり、その肩書きは商標登録済み。夜景、夜景観光のパイオニアとして活躍。
夜景の魅力を観光学、景観学、色彩心理学等、学際的に評論する独自の夜景学を構築。1992年発売の「東京夜景」以来、夜景に関する著書は30冊を超える。全国に広がる、工場夜景ツアーの仕掛け人で、テレビ東京系「ソロモン流」では夜景の賢人として紹介された。

## プロフィール
画家・デザイナーの父、丸田栄造と画家の母、丸田記久子の長男として生まれる。弟は夜景フォトグラファー・夜景写真家の丸田あつし。
小学校六年生の時、入隊したボーイスカウトの夏のキャンプ時に山梨の夜景に魅せられ、小・中・高・大学時代に全国の夜景収集を続けた。
立教大学社会学部観光学科出身で、専門は観光学。大学を卒業後、ぴあ株式会社に入社。編集記者として主にアート、イベント等の記事を担当するほか、美術系のムック企画を担当。その後、ダイヤモンド社、KKベストセラーズ、リクルートと転職。
27歳の時、日本初の夜景ガイド「東京夜景」（七賢出版）を上梓。その後、2002年の独立まで編集者と夜景評論家のWワーク生活が続いた。
編集者時代は、雑誌、写真集、書籍（ビジネス書、芸能写真集、盆栽本、芸能エッセイ、詩集等ジャンルは多岐に渡る）、企業との広告企画等を手がけ、リクルート時代ではリクナビの副編集長に。
2002年4月に独立。以降、読売新聞の連載「美色の夜」「東海道夜景五十三次」、サンケイエクスプレス連載や多数の雑誌連載のほか、企業の夜景販促プロモーション、ホテルの夜景宿泊プラン、夜景イベント、レストランや展望台のプロデュース、不動産コンサルティング、講演会、夜景観光町おこし等、活動の場を多岐に広げた。
昨今は地方都市における町おこし・地域活性化を積極的に手がけ、神戸市、横浜市、長崎市、川崎市、香港政府観光局等の夜景観光アドバイザーを歴任。夜景資源の発掘からリノベーション、PRに至るまで夜景による観光活性化を行っている。
産経新聞社とは共同で夜景鑑賞士検定（夜景検定）を立ち上げ、これまで約3000人にのぼる夜景鑑賞士を輩出。体験型の工場夜景の仕掛け人で、日本初の工場夜景ツアーとなった「工場夜景ジャングルクルーズ」（KMCコーポレーション）は「かながわ観光大賞2010」の大賞を受賞。
監修を務めた川崎市の工場夜景バスツアーは、（社）日本観光協会主催「第二回産業まちづくり大賞」で銀賞を受賞した。

## 著作
- 「日本夜景遺産」（ぴあ）
- 写真集「世界ノ夜景」（ダイヤモンド社）
- 「夜景鑑賞士検定公式テキスト」（産経新聞出版）
- 「東海道夜景五十三次（再版）」（エンターブレイン）
- 写真集「日本の夜景」（エンターブレイン）

他、多数。

## 映像・音楽・商品プロデュース作品
- 工場夜景カレンダー「DRAMATIC FACTORY NIGHT」（フジサンケイ ビジネスアイ）
- 夜景CD「YAKEI」（ユニバーサルミュージック）
- 夜景CD「YAKE MODE」（ワーナーミュージック）

他、多数。

## 携帯コンテンツ＆アプリプロデュース作品
- 携帯コンテンツ「丸々もとおの夜景スタイル」（プロデュース）
- i Pad夜景アプリ「世界夜景旅行〜Night Traveler」（プロデュース）
- 携帯コンテンツ『fanfunアーティスト』（プロデュース）

他、多数

## 観光施設プロデュース
- 東京ドイツ村ウインターイルミネーション（スーパーバイザー、プロデュース）
- 札幌テレビ塔・夜景演出（プロデュース）
- 軽井沢ホテル1130 LOVERS PROJECT〜光と闇のオリエンテーリング（プロデュース）
- 横浜マリンタワー・夜景演出（プロデュース）
- 東京タワー・夜景演出（プロデュース）
- 工場夜景ジャングルクルーズ（プロデュース）
- スペースワールドワールドイルミネーション（プロデュース）

他、多数

## 夜景イベントプロデュース
- 横浜ランドマークタワースカイマーメイドー（プロデュース）
- 横浜ランドマークタワーヨコハマ幻想庭園ー（プロデュース）
- ホテルニューオータニ・夜景イベント「TOKYO YAKEI ROOMS EXHIBITION」（プロデュース）
- モンパルナスタワー「シェル・ド・パリ」夜景プロデュース＆展覧会

他、多数

## 行政・自治体・観光施設コンサルティング
- 川崎市工場夜景専門ホームページ「川崎工場夜景」（コンサルティング＆プロデュース）
- 横浜観光コンベンション・ビューロー「横濱夜景公式ホームページ」（コンサルティング＆プロデュース）
- 香港政府観光局「香港夜景美術館」
- 長崎夜景情報サイト「長崎ノ夜景」（コンサルティング＆プロデュース）
- 長崎市夜景プロジェクトアドバイザー（コンサルティングス）
- 横浜市夜間観光推進協議会のメンバー（コンサルティング）
- 神戸市夜間観光推進委員会の総合アドバイザー（コンサルティング）

他、多数。

## 検定・啓蒙活動・講演会・写真展
- 夜景鑑賞士検定（夜景検定）
- 日本夜景サミット
- 日本夜景遺産活動
- 夜景ナビゲーター養成講座
- 日光市・日光商工会議所主催・丸々もとお講演会「光によるおもてなし」
- 近畿日本ツーリスト（KNT）夜景セミナー「夜景の魅力を活かした商品」
- 神戸マンション「サンクタス六甲VIEWS」夜景鑑賞会
- 楽天トラベル 主催「サマーフォーラム2010」
- 横浜マリンタワーシンポジウム「光の演出による都市空間の新たな表現へ向けて」

他、多数。

## テレビ・ラジオ出演
テレビ・ラジオ・新聞・雑誌・インターネット出演は多数。
現在のレギュラーラジオ番組
- MarumaruLounge 丸々もとおの賢人会議（ラジオ日本・2017年8月2日〜）
- 夜景観光コンベンション・ビューロー presents 丸々もとお 夜景Lovers（KBCラジオ・2024年4月2日〜）